# أوستن روجرز
أوستن روجرز (بالإنجليزية: Austin Rogers)‏ (10 أغسطس 1995 ببورتلاند في الولايات المتحدة - ) هو لاعب كرة قدم أمريكي في مركز حراسة المرمى.

## وصلات خارجية
- أوستن روجرز على موقع قاعدة بيانات كرة القدم.إي يو (الإنجليزية)
- أوستن روجرز على موقع Soccerway.com (الإنجليزية)